# Manuel de la Mata
Manuel de la Mata (23 de octubre de 1947 - 13 de agosto de 2022) fue un pintor, retratista y autor brasileñode nacionalidad española y francesa con residencia en Brasil.

## Primeros años y carrera profesional
Manuel de la Mata estudió ciencias y humanidades en la Université Jean Jaurès, antes conocida como Université du Mirail, en Francia, y en la Universidad Complutense de España.
Se graduó en el Institut Normale d'Etudes Françaises de Francia.

#### Publicaciones
- El Lenguaje del Mercado. Edición Universitaria (1977)
- La Identidad y la Nación Edición Universitaria (2012)
- Televisión por Internet. Editorial Euroedición (2013)[5][6]
- La revolución democrática en el sector audiovisual. EditoriaEuroedición (2014)
- Los Orígenes del Vino, historia y leyendas. Prix de l'Academia Gol urmet.(2015)[7][8]

### Exposiciones
- Oeuvres Inédites “Daviña”. Paseo de la Castellana Madrid España (2020)[9]
- Amazone Tresor Frágil “ Centro Torrente Ballester. El Ferrol. Galicia España (2020)[10]
- Futuroscope, Poitiers, Francia (2021)[11][12]